# Camellia szemaoensis
Camellia szemaoensis är en tvåhjärtbladig växtart som beskrevs av Ho Tseng Chang. Camellia szemaoensis ingår i släktet Camellia och familjen Theaceae. Inga underarter finns listade i Catalogue of Life.